# Hanap

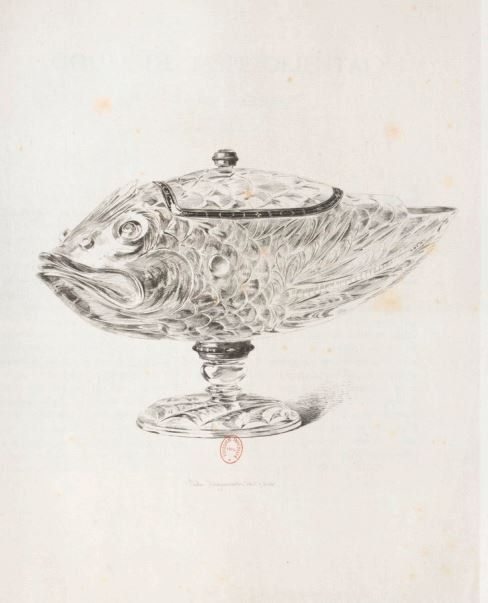
Hanap de cristal de roche
XVIe siècle, règne de François Ier
L'artiste a taillé un bloc de cristal de roche en forme de poisson afin d'en faire un verre à boire. Le couvercle et le pied, à l'endroit où il pénètre le ventre du poisson sont garnis d'une monture d'or émaillée. Gravure de Jules-Ferdinand Jacquemart.

Un hanap est un récipient pour boire d'origine médiévale. Généralement en métal, doté d'un pied et d'un couvercle, c'est une sorte de vase, mais il peut néanmoins prendre d'autres formes, s'apparentant alors davantage à une coupe, une tasse ou une chope.

## Hanaps
Le terme, et probablement aussi l'objet qu'il désigne, est d'origine germanique : hnapp désigne à la base en germanique ancien une « écuelle ». 
Les hanaps se faisaient de toutes sortes de matières. Les premiers furent d'étain et de cuivre, ensuite on les fit de bronze émaillé. Le crâne humain des ennemis vaincus a aussi été utilisé pour faire des coupes en crâne. 
Le mot « hanap » désigna aussi le crâne, du fait de sa forme qui ressemble à celle d'une coupe.
Jean Laudin, émailleur du roi François Ier, en réalisa un grand nombre qui firent l'ornement des cabinets de curiosités. Les émaux se faisaient à Limoges, les faïences à Rouen, et les vitraux à Paris.
L'usage en cessa entièrement au XVIIe siècle.

Hanaps
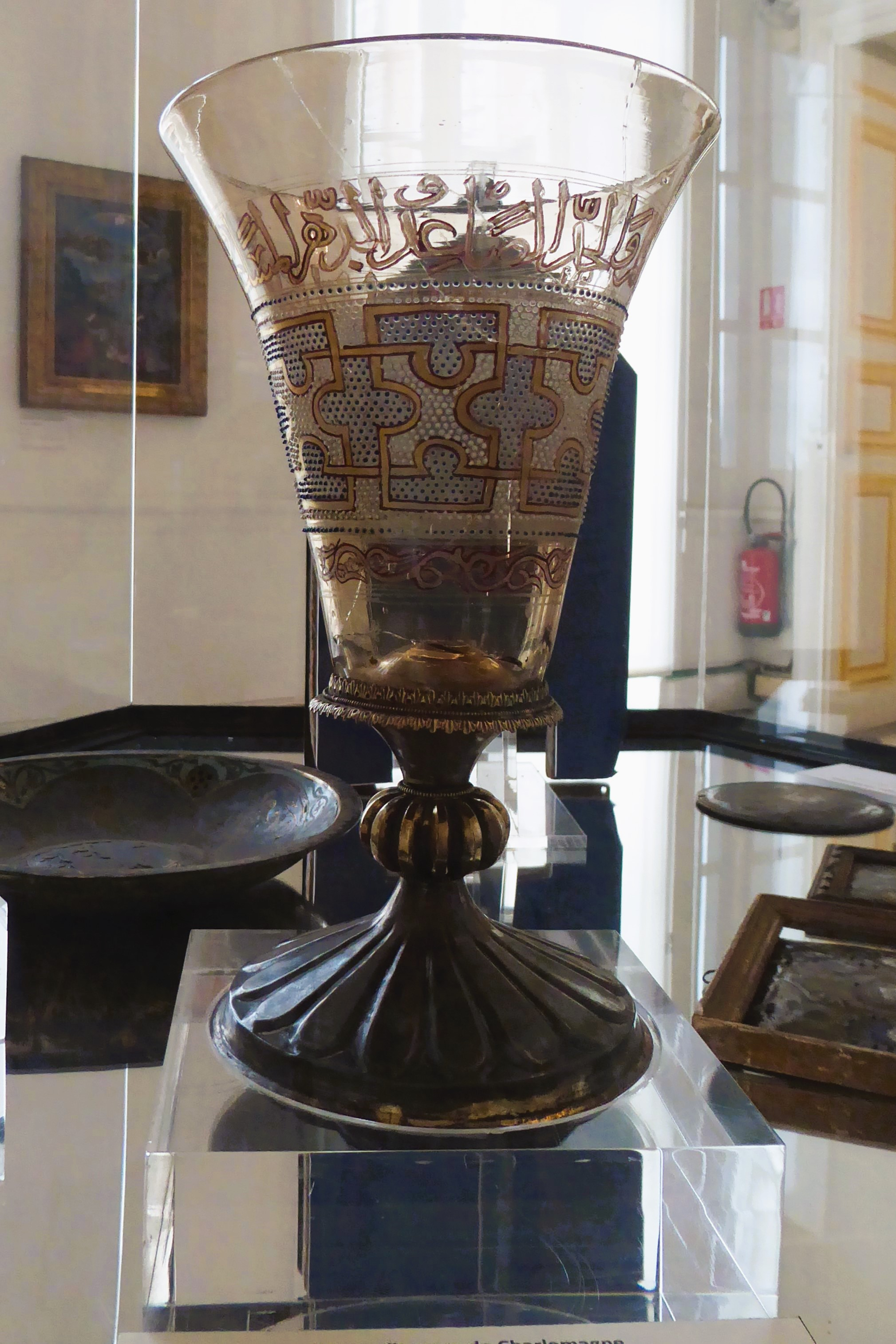
Verre de Charlemagne, XIIe siècle, musée des Beaux-Arts de Chartres[3].
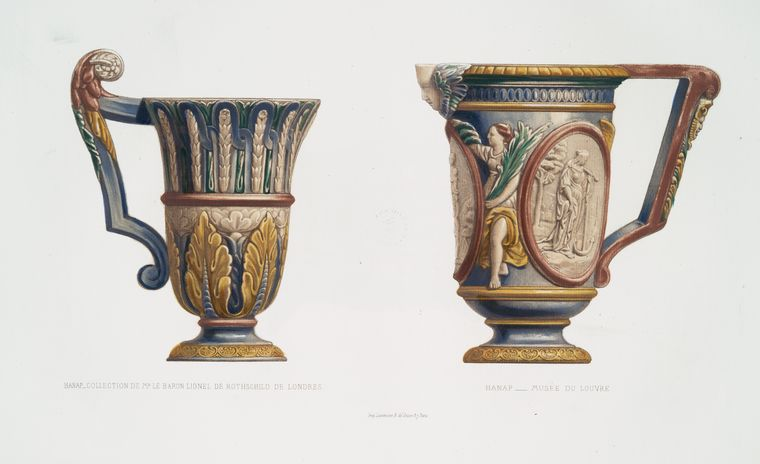
Hanaps de Bernard Palissy, XVIe siècle.
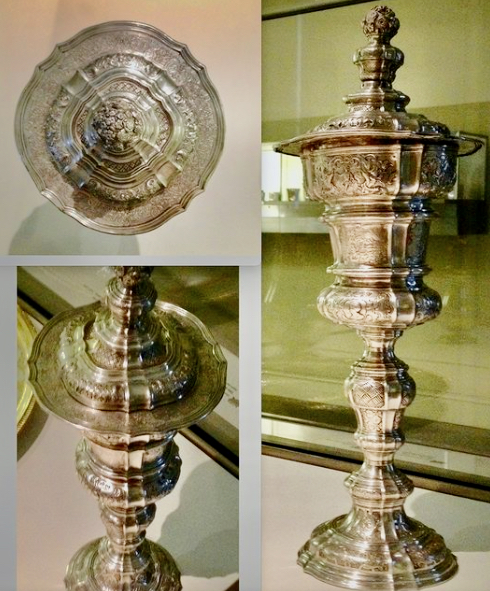
Hanap, Jean-Jacques Bury[4], 1732, musée des Arts décoratifs de Strasbourg.
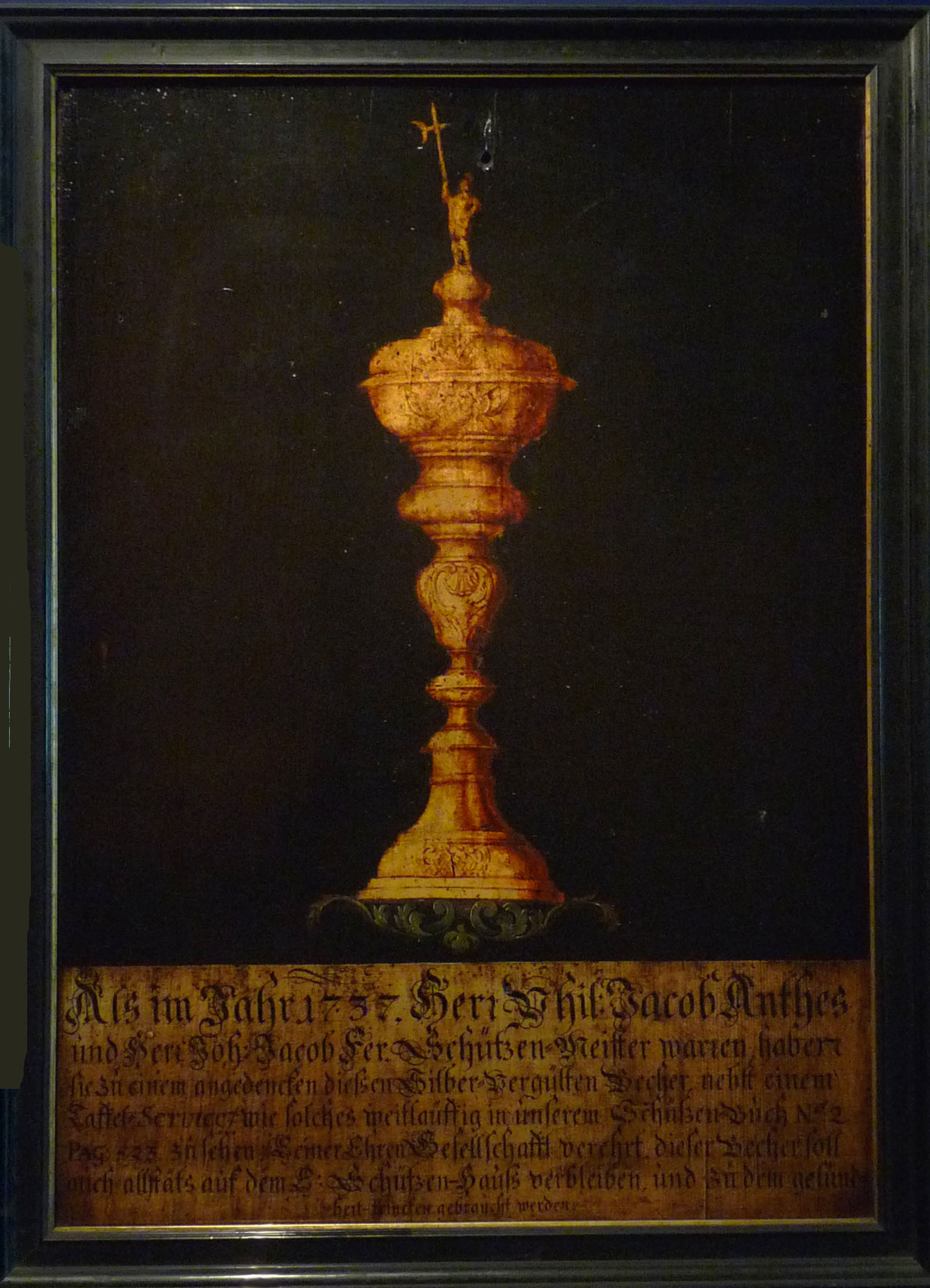
Hanap en vermeil, Strasbourg, XVIIIe siècle.

## Postérité
Ce terme (et l'objet qu'il désigne) est essentiellement lié au Moyen Âge, et est d'usage rare en français moderne. Cependant, il possède une célèbre attestation littéraire dans la fameuse « Tirade du nez » de la pièce Cyrano de Bergerac d'Edmond Rostand (1897) : 

« Amical - Mais il doit tremper dans votre tasse :
Pour boire, faites-vous fabriquer un hanap ! »